# Ladies Open Lugano
Ladies Open Lugano, oficiálním sponzorským názvem Samsung Open presented by Cornèr, je profesionální tenisový turnaj žen hraný v jihošvýcarském Luganu, ležícím v ticinském kantonu. Od sezóny 2017, kdy byl založen, se řadí do kategorie WTA International jako druhá švýcarská událost v této úrovni ženského tenisu po gstaadském WTA Swiss Open, hraném v červenci. 

## Pozadí
Premiérový ročník proběhl pod názvem Ladies Open Biel Bienne  na krytých dvorcích s tvrdým povrchem ve Swiss Tennis Arena Švýcarského národního tenisového centra Karla-Heinze Kippa, ležícího v ulici Rogera Federera. Kapacita arény činila přibližně 2 500 diváků. Náklady na výstavbu nové haly, jejímiž zadavateli se staly tenisový svaz Swiss Tennis a Federální úřad pro sport (Bundesamt für Sport), dosáhly částky 8,5 milionu švýcarských franků. Otevření bylo naplánováno na únor 2017. V sezóně 2018 došlo k přesunu dějiště do Lugana, ležícího na jihovýchodě Švýcarska, s upřesnění názvu na Ladies Open Lugano a změnou povrchu z tvrdého v hale na otevřené antukové dvorce klubu TC Lido Lugano.
Skupina InfrontRingier Sports & Entertainment Switzerland AG, se sídlem v Zugu, je držitelem licence a mediálních práv. Živé televizní přenosy zprostředkovává veřejnoprávní společnost SRG SSR.
Rozpočet události, hrané v dubnovém termínu, k roku 2018 dosáhl 250 000 amerických dolarů, což turnaji dávalo možnost účasti jedné hráčky z první desítky žebříčku WTA. Do soutěže dvouhry nastupuje třicet dva tenistek a čtyřhry se účastní šestnáct párů.
V premiérovém ročníku, konaném v sezóně 2017, získala svůj první titul na okruhu WTA Tour 17letá Češka Markéta Vondroušová.

## Přehled finále

### Dvouhra
| Rok  | vítězka             | finalistka         | výsledek      |
| 2017 | Markéta Vondroušová | Anett Kontaveitová | 6–4, 7–6(8–6) |
| 2018 | Elise Mertensová    | Aryna Sabalenková  | 7–5, 6–2      |
| 2019 | Polona Hercogová    | Iga Świąteková     | 6–3, 3–6, 6–3 |

### Čtyřhra
| Rok  | vítězky                              | finalistky                                  | výsledek         |
| 2017 | Sie Šu-wej Monica Niculescuová       | Timea Bacsinszká Martina Hingisová          | 5–7, 6–3, [10–7] |
| 2018 | Kirsten Flipkensová Elise Mertensová | Věra Lapková Aryna Sabalenková              | 6–1, 6–3         |
| 2019 | Sorana Cîrsteaová Andreea Mituová    | Veronika Kuděrmetovová Galina Voskobojevová | 1–6, 6–2, [10–8] |